# Washington (Kansas)
Washington es una ciudad ubicada en el condado de Washington el estado estadounidense de Kansas. En el año 2010 tenía una población de 1131 habitantes y una densidad poblacional de 491,74 personas por km².

## Geografía
Washington se encuentra ubicada en las coordenadas 39°N 97°O / 39, -97 (39.816877, -97.052503).

## Demografía
Según la Oficina del Censo en 2000 los ingresos medios por hogar en la localidad eran de $30,529 y los ingresos medios por familia eran $37,448. Los hombres tenían unos ingresos medios de $27,171 frente a los $17,938 para las mujeres. La renta per cápita para la localidad era de $15,760. Alrededor del 10.5% de la población estaban por debajo del umbral de pobreza.